# Aryz
Octavi Serra Arrizabalaga (Palo Alto, 1988), més conegut amb el nom artístic Aryz, és un artista, muralista i il·lustrador català. Resident a Cardedeu, va començar la seva trajectòria artística com a grafiter i després va estudiar Belles Arts a la Universitat de Barcelona.
El seu interès per l'art no és casual, ja que prové d'una família que té lligams amb aquest gremi. Cap a l'any 2000 va començar a pintar en zones poc transitades i espais abandonats només per divertir-se. Més tard, el seu treball va guanyar notorietat i reconeixement, i va començar a participar en festivals d'art urbà arreu del món. La primera invitació per a realitzar un mural de gran format li va arriba Itàlia el 2010.
Actualment viu i treballa a Cardedeu, però viatja sovint amb motiu dels projectes que li encarreguen a l'estranger. L'any 2019 va ser artista convidat del Museu de Belles Arts de Nancy (França), i s'hi van exposar dibuixos, esbossos i gravats seus. I l'any 2022 es presenta a Bolonya la seva primera exposició que es fa Itàlia, en la qual exposa tres obres de gran format i litografies fetes expressament per a aquesta exposició.

## Obra
Els seus murals es caracteritzen per les grans dimensions i perquè plasmen personatges, escenes quotidianes i paisatges compositius. No li agrada intervenir en l'espai de forma agressiva, té molt en compte l'entorn i els seus colors a l'hora de produir les obres. Hi ha un bon nombre de països on hi ha obres seves, entre els quals, Alemanya, Àustria, Estats Units, Finlàndia, França, Itàlia, Japó, Marroc, Països Baixos, Polònia, Veneçuela, i la Xina.
Tot i que les seves produccions sempre són a gran escala, Aryz mai no utilitza projector ni quadrícula a l'hora de realitzar els seus murals. Inicia el procés creatiu pintant formes generals i, una vegada queden encaixades on ell desitja, les va definint a poc a poc. Es tracta d'un procediment similar al del modelatge en la producció d'una escultura. Així, en la seva tècnica es pot reconèixer l'esforç per trobar un sentit espacial de la composició i de la proporció arquitectònica que l'espai ja existent pugui integrar.
Aryz considera les seves obres un «diàleg de l'artista amb la paret» que, pel fet de trobar-se en un espai públic, poden considerar-se una obra efímera. Ho accepta així i no és partidari de la restauració dels seus murals.
A més de les seves obres en l'espai públic, també treballa en el seu estudi, on fa obres de petit format.